# Clark-Y
Das Profil Clark-Y ist vermutlich das bekannteste und am häufigsten eingesetzte Flügelprofil der Geschichte. Ähnliche Verbreitung fanden nur Profile aus der vierstelligen NACA-Serie z. B. bei Flugzeugen der Firma Cessna (z. B. NACA 4412) oder die NACA 23er Serie (z. B. NACA 23015). Allerdings hat das Clark-Y weitaus bessere Allroundeigenschaften vor allem bei niedrigen Re-Zahlen.

## Geschichte

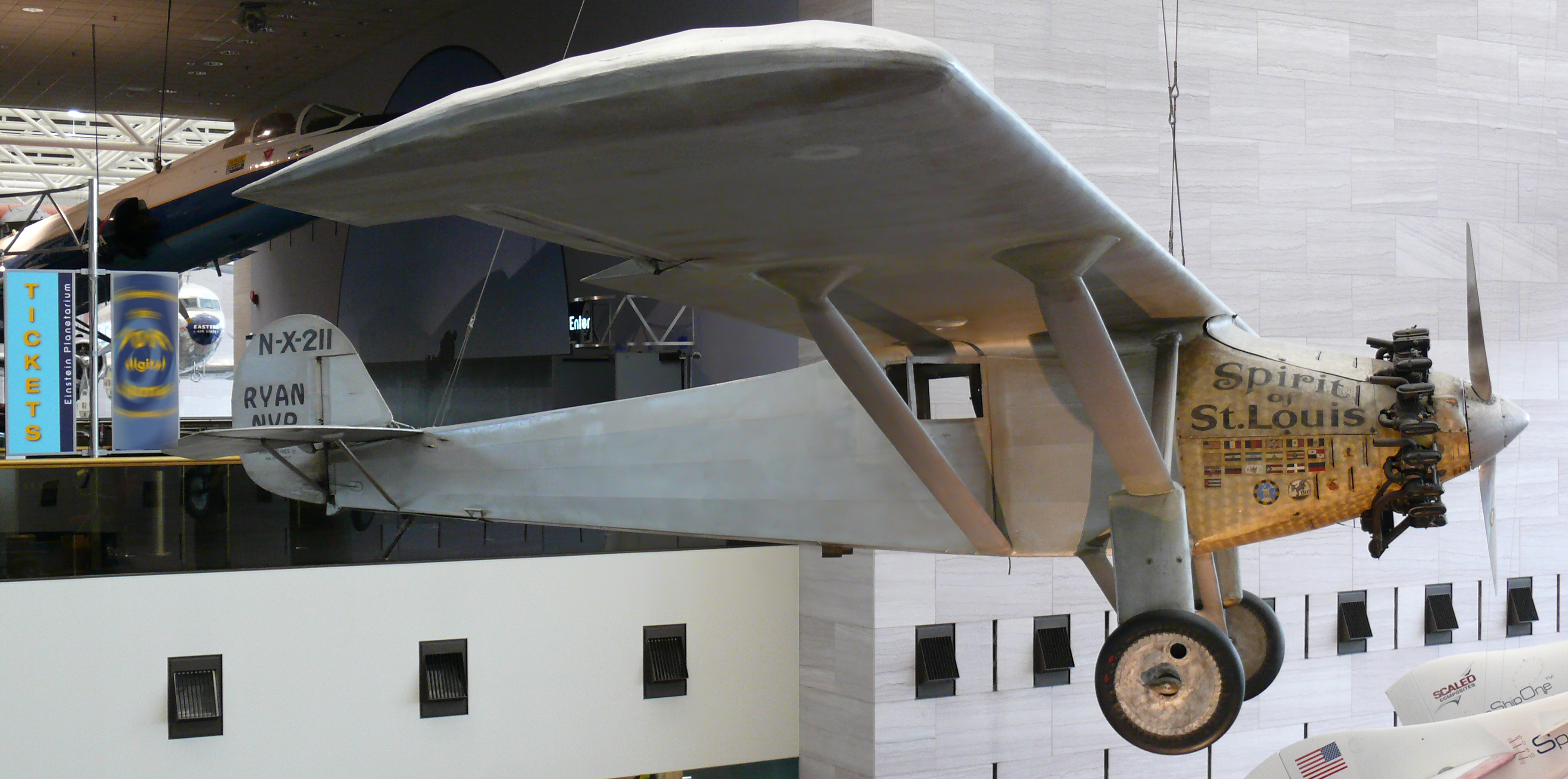
Spirit of St. Louis mit Clark-Y

Virginius E. Clark, Colonel der U.S. Army, entwickelte Anfang der 1920er Jahre eine Serie von Flügelprofilen von Clark-A bis Clark-Z. Beim Clark-Y handelt es sich um ein ursprünglich 1918 in Göttingen von Ludwig Prandtl entwickeltes Profil, das Clark 1922 auf eine gerade Profilunterseite umgerechnet hat. Sinn dieser Änderung war das einfachere Anlegen eines Winkelmessers, um leichter Untersuchungen über die Steigung von Luftschrauben durchführen zu können. Endresultat dieser Modifikation war ein Profil, welches für fast alle Bereiche der damaligen Luftfahrt und des Modellbaus sehr günstige Werte erzielte. An diesem Umstand hat sich bis heute nichts geändert und das Profil ist trotz seiner hundertjährigen Geschichte weiterhin aktuell.

## Verwendung
Mit seiner mit Clark-Y ausgestatteten Spirit of St. Louis flog Charles Lindbergh 1927 über den Atlantik, die Lo 100 macht damit Segelkunstflug, auch eine Vielzahl von Leichtflugzeugen wie z. B. die Aeronca C-2 verwendeten das Clark-Y. Auch als Außenprofil vieler Segelflugzeuge der 1930er Jahre kam es zur Anwendung.
Weitere bekannte Flugzeugtypen waren:
- Lockheed Vega
- Lockheed Orion
- Stinson Reliant
- Curtiss P-6 und Curtiss F11C

Zwei Lo 100 im Spiegelflug

Nach heutigen Gesichtspunkten ist das Profil zwar etwas veraltet, aber zugleich sehr gutmütig im Strömungsabriss, so dass es z. B. bei Trainermodellen bis heute verwendet werden kann. Zudem erleichtert die gerade Unterseite den Aufbau von Rippenflächen. Eine auf 10 % verdünnte Version ist bis heute eine gute Wahl für den Alltagsbetrieb im Elektromodellflug.

## Clark-YH
Das Clark-YH ist eine Variante mit leichtem S-Schlag. Das Profil (auch N.A.C.A. CYH) wurde von im Juni 1926 George J. Higgins bei der NACA publiziert. Ziel war vermutlich die Verringerung des Nullmomentes. Das Profil ist aber bis 60 % der Tiefe mit dem Clark-Y identisch. Das Nullmoment ist jedoch weiterhin negativ. Dieses Profil fand bei vielen Kampfflugzeugen des Zweiten Weltkrieges Verwendung wie beispielsweise:

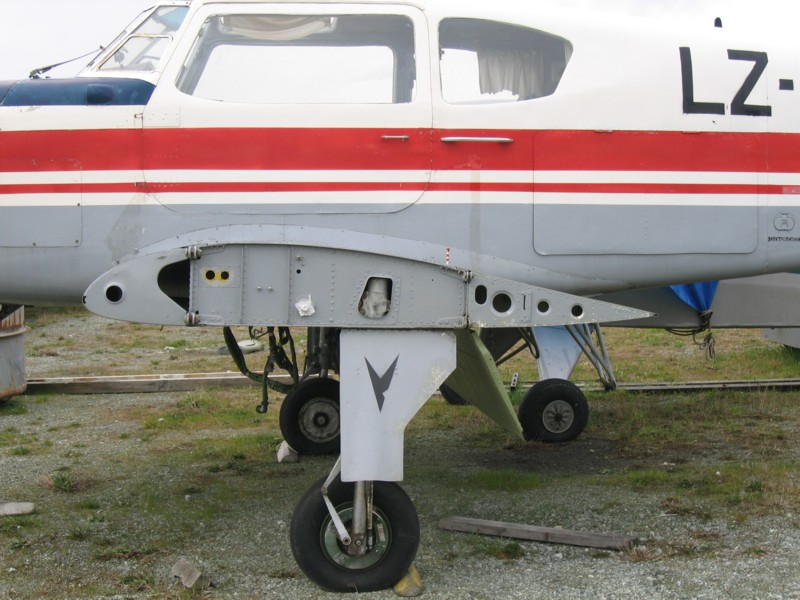
Clark-YH an einer Jak-18T

- Hawker Hurricane
- Iljuschin Il-2
- Mikojan-Gurewitsch MiG-3
- Miles Magister
- Polikarpow I-153
- Jakowlew Jak-3

## Clark-YS
Es existiert noch eine weitere dubiose Variante, bei der der S-Schlag weiter verstärkt wurde, so dass der Momentbeiwert positiv ist. Diese vermutlich aus frühen Modellbauerkreisen stammende Veränderung kann bei Brettnurflügeln eingesetzt werden, hat aber keine besonders guten Leistungen und ist im Gegensatz zum Ausgangsprofil sehr empfindlich gegenüber Änderungen der Reynolds-Zahl. Der S-Schlag ist recht unharmonisch, als ob man das Profil aus einem Clark-YH mit negativem Klappenausschlag konstruiert hätte, ohne die Koordinaten zu glätten.

## Koordinaten von 1928

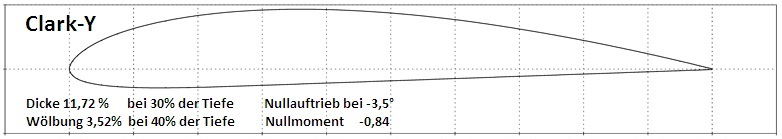
Clark-Y, 11,7 %

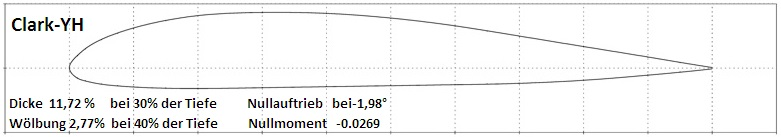
Clark-YH, 11,7 %

Die Koordinaten beziehen sich auf die Profilunterseite. Dieses System ist heute nicht mehr gebräuchlich.
Koordinaten für das heute gebräuchliche, auf eine Profilsehne durch die Profilnase bezogene System lassen sich in fast allen Profildatenbanken abrufen. Hierbei handelt es sich meist um „geglättete“ Varianten mit mehr Stützstellen. Die alten Koordinaten zeigen jedoch sehr anschaulich die gerade Profilunterseite.
```
     X        Yo        Yu
     0       3.50      3.50
     1.25    5.45      1.93
     2.5     6.50      1.47
     5       7.90      0.93
     7.5     8.85      0.63
    10       9.60      0.42
    15      10.69      0.15
    20      11.36      0.03
    30      11.70      0.00
    40      11.40      0.00
    50      10.52      0.00
    60       9.15      0.00
    70       7.35      0.00
    80       5.22      0.00
    90       2.80      0.00
    95       1.49      0.00
   100       0.12      0.00
```